# پوپوویچ ۸۴۴۴
سیارک ۸۴۴۴ (به انگلیسی: 8444 Popovich، نامگذاری:1969TR1) هشت هزار و چهارصد و چهل و چهارمین سیارک کشف شده‌است که در ۸ اکتبر ۱۹۶۹ کشف شد.
قدر مطلق سیارک برابر ۲۴.۵ است.